# Mount Marshall, Antarktis
Mount Marshall är ett berg i Antarktis. Det ligger i Östantarktis. Nya Zeeland gör anspråk på området. Toppen på Mount Marshall är 3 088 meter över havet.
Terrängen runt Mount Marshall är kuperad åt nordväst, men åt sydost är den bergig. Trakten är obefolkad. Det finns inga samhällen i närheten. 